# Skröna
Skröna är en berättelse med passande överdrifter, vilka förstärker berättelsen. En skröna kan ofta vara friskt fabulerad, men den berättas för att vara underhållande.

## Referens
- Svenska Akademiens ordbok/skröna